# هاينز بيك (لاعب كرة قدم)
هاينز بيك (بالألمانية: Heinz Beck)‏ (19 أغسطس 1928 بجمهورية فايمار - 12 ديسمبر 2006) هو لاعب كرة قدم ألماني في مركز الهجوم. لعب مع نادي كارلسروه.

## وصلات خارجية
- هاينز بيك على موقع عالم كرة القدم.نت (الإنجليزية)